# وليام ماستر (مؤلف)
كان وليام ماستر (1627-1684) إلهيًا وكاتبًا إنجليزيًا. كان نجل السياسي السير ويليام ماستر وشقيق جون ماستر.

## حياته
وكان الابن الثاني للسيد وليام ماستر، KNT، من سيرنسيستر، جلوسيسترشاير، وزوجته أليس ابنة إدوارد Eastcourt من سالزبوري. ولد في Cirencester ، وعمد في 7 سبتمبر 1627. حصل على شهادة البكالوريوس في Christ Church ، أكسفورد، في 2 أبريل 1647، وتخرج من البكالوريوس في 7 نوفمبر 1650، بأمر من الزوار البرلمانيين للجامعة، وتم قبوله في كلية ميرتون عام 1651، وحصل على درجة الماجستير في 19 نوفمبر 1652. بعد فترة وجيزة أصبح نائب بريستون، كوتسوولد، حيث كان والده راعيًا؛ أثناء وجوده هناك، في يوم الصعود 1658، أجرى مراسم الزواج بين جورج بول وبريدجيت، ابنة ألكسندر غريغوري، شاغل منصب Cirencester ، وفقًا للنموذج المنصوص عليه في كتاب الصلاة المشتركة ، على الرغم من أن هذا الاستخدام كان محظورًا تحت العقوبة في زمن.
تم قبول السيد رئيسًا لجامعة وودفورد، إسيكس في 13 فبراير 1661، وكان سابقًا لشامبرلينوود في كاتدرائية القديس بولس من 17 يوليو 1663 حتى 1666، وتم قبوله في كادينجتون ميجور في 14 فبراير 1667. لمدة عام، من 3 يوليو 1666، كان رئيس جامعة ساوث تشيرش، إسيكس، ومن 29 أبريل 1671 حتى وفاته رئيس جامعة سانت فيداست، فوستر لين، لندن، مع كنيسة سانت مايكل كويرن.
توفي ماستر في لندن، ودُفن في مذبح كنيسة وودفورد في 6 سبتمبر 1684.

## يعمل
تحت الاسم المستعار «طالب في علم اللاهوت» نشر ماستر Λόγος Εὔκαιροι ، مقالات وملاحظات، Theologicall and Morall. حيث تم اكتشاف العديد من الفكاهة والأمراض في العصر ، والتي أضيفت إليها قطرات المر، أو التأملات والصلوات، المجهزة للغواصين من الحجج السابقة ، لندن، 1654. يتم الجمع بين الأخلاق والأسلوب السهل.

## العائلة
تزوج السيد في وودفورد، في 18 مايو 1665، سوزانا، ابنة القس. أيوب ياتي، عميد رودمارتون في جلوسيسترشاير. في وقت وفاته، كان أطفاله الثلاثة، ريتشارد وتوماس وإليزابيث، جميعهم دون السن القانونية. ترك ملكية الأرض في إسيكس، في ويلتشير، وفي بريستون، بالقرب من سيرنسيستر. حفيده ويليام، ابن ابنه الأكبر ريتشارد، عُمد في ديسمبر 1715، وتلقى تعليمه في كلية وينشستر، وأصبح زميلًا في نيو كوليدج ، أكسفورد، في عام 1736.